# Joop Schaye
Joop Schaye (Eindhoven, 29 juni 1973) is een Amerikaans-Nederlandse sterrenkundige (dubbele nationaliteit). 

## Levensloop
Schaye promoveerde in 2000 aan de universiteit van Cambridge (VK), onder begeleiding van G.P. Efstathiou. Hierna was hij werkzaam aan het Institute for Advanced Study (Princeton, VS). In 2005 kwam hij terug naar Nederland en werd hij in Leiden universitair docent en in 2009 universitair hoofddocent.
In 2010 won Schaye de Pastoor Schmeitsprijs, gelijktijdig met Amina Helmi.
Sinds 2011 is hij hoogleraar aan de Universiteit Leiden.
Zijn onderzoek betreft de vorming van sterrenstelsels, het intergalactisch medium, kosmologie en computationele astrofysica. Momenteel werkt hij met name aan de EAGLE simulaties. Dit zijn hydrodynamische simulaties op grote schaal. Deze simulaties bevatten tot 6,8 miljard deeltjes en de berekeningen duren vele maanden op de snelste supercomputers ter wereld.